# José María Yanguas Sanz
José María Yanguas Sanz (ur. 26 października 1947 w Alberite de Iregua) – hiszpański duchowny katolicki, biskup diecezji Cuenca od 2006.

## Życiorys

### Prezbiterat
Święcenia kapłańskie otrzymał 19 czerwca 1972. Inkardynowany do diecezji Calahorra y La Calzada-Logroño, pracował jednak jako wykładowca na Uniwersytecie Nawarry w Pampelunie. W 1989 został pracownikiem Kongregacji ds. Biskupów.

### Episkopat
23 grudnia 2005 papież Benedykt XVI mianował go biskupem ordynariuszem diecezji Cuenca. Sakry biskupiej udzielił mu 25 lutego 2006 kardynał Antonio Cañizares Llovera.